# Font Moixina
La Font Moixina es troba a Olot (Garrotxa) i està catalogada com a bé cultural d'interès local.

## Descripció
Es tracta d'una font molt característica i popular a la localitat. Brolla gran i constant, amb un lloc condicionat amb sis brocs, recs, bancs i berenadors. Hi ha una plaça de marbre amb la data de 1890. Els raigs constants d'aigua acaben formant un petit rierol, que s'ajunta amb la font de Santa Anna, i amb els reguerols de les altres deus del voltant, neix el rec de Ravell.